# Утро молодого человека
«Утро молодого человека» — пьеса Александра Островского, написанная в 1850 году.
Сцены «Утро молодого человека», законченные не позднее октября 1850 года, появились в 22-м номере «Москвитянина» того же года (цензурное разрешение от 14 ноября 1850 года). Черновых рукописей сцен не сохранилось.
Рецензент журнала «Современник» писал о пьесе: «Каждый журнал с радостью поместил бы „Утро молодого человека“ на своих страницах: так много в этих коротеньких сценках простодушной бойкости и наблюдательности» («Письмо иногороднего подписчика», «Современник», 1851, т. XXV, стр. 95-99).
Вдохновлённый успехом этой пьесы, а также двух предыдущих («Семейная картина» в 1847 и «Свои люди — сочтёмся» в 1849), Островский в 1851 году уходит со службы, чтобы полностью посвятить себя литературному творчеству.
В 1852 году, посылая пьесу в драматическую цензуру, Островский внёс в неё ряд исправлений (рукопись хранится в Театральной библиотеке им. Луначарского в Ленинграде).
Цензурное разрешение на постановку пьесы «Утро молодого человека» было получено 11 ноября 1852 года. Первое представление состоялось 12 февраля 1853 года в Петербурге, на сцене Александринского театра, в бенефис Бурдина. Роль Недопекина играл Прусаков, Лисавского — Зубров.
23 мая того же года пьеса была поставлена на сцене Малого театра в Москве, в бенефис Г. С. Ольгина. Роль Смурова играл П. М. Садовский, Лисавского — С. В. Васильев, Недопекина — Колосов.

## Действующие лица
- Недопекин Семён Парамоныч.
- Лисавский Сидор Дмитрич.
- 1-й молодой человек.
- 2-й молодой человек.
- Смуров, купец, дядя Недопекина.
- Вася, племянник Смурова, двоюродный брат Недопекина.
- Сидорыч, приказчик тетки Недопекина.
- Иван, лакей.
- Гришка, мальчик.